# チール・ネルゼン染色
チール・ネルゼン染色（チール・ネルゼンせんしょく、英：Ziehl-Neelsen stain）は、抗酸染色としても知られ、細胞病理学や微生物学において、顕微鏡下で抗酸菌、特にマイコバクテリウム属細菌を同定するために用いられる細菌学的染色法である。この染色法は最初にパウル・エールリヒ（1854-1915）により導入され、その後、19世紀後半にドイツの細菌学者Franz Ziehl（1859-1926）とFriedrich Neelsen（1854-1898）によって改良された。
抗酸染色は、auramine phenol stainingと組み合わせて、喀痰、胃洗浄液、気管支肺胞洗浄液などの検体から結核（結核菌を原因とする）やハンセン病（らい菌を原因とする）、Mycobacterium avium-intracellulare感染症（Mycobacterium avium complexを原因とする）などの非結核性抗酸菌による疾患を迅速に診断するための標準的な診断法として広く利用されている。これらの抗酸菌は、高濃度のミコール酸を含むワックス状脂質に富む外層を持ち、グラム染色などの従来の染色法に耐性を示す。
石炭酸フクシンを使用したチール・ネルゼン染色の後、抗酸菌はそれぞれメチレンブルーやマラカイトグリーンなど、使用する特定の対比染色によって、青や緑を背景にした鮮やかな赤やピンクの桿菌として観察できる。非抗酸菌やその他の細胞構造は、対比染色によって着色されるため、明確に区別することができる。

## マイコバクテリウム属
解剖病理標本では、免疫組織化学とチール・ネルゼン染色を改良したもの（Fite-Faraco染色など）が、マイコバクテリウム属の同定において同等の診断的有用性を持つ。いずれも従来のチール・ネルゼン染色よりも優れている。
マイコバクテリウム属は、やや湾曲した、あるいは直線的な、成長の遅い桿菌で、グラム陽性菌と考えられている。一部のマイコバクテリア属はfree-living saprophytesであるが、多くは動物やヒトに病気を引き起こす病原体である。Mycobacterium bovisはウシの結核を引き起こす。ウシの結核はヒトに感染する可能性があるため、牛乳は低温殺菌する。ヒトの結核の原因となる結核菌は空気感染する細菌で、通常ヒトの肺に感染する 。結核の検査には、血液検査、皮膚検査、胸部X線検査などがある。結核の塗抹標本を観察する際には、抗酸染色を用いて染色する。マイコバクテリウム属のような抗酸菌は、ミコール酸と呼ばれる脂質物質を細胞壁に大量に含んでいる。これらの酸は、グラム染色などの通常の方法による染色に抵抗する。また、ノカルディア属のような他の細菌を染色することもできる。チール・ネルゼン染色に使用される試薬は、石炭酸フクシン、酸性アルコール、メチレンブルーである。抗酸菌は染色後、鮮やかな赤色を呈する。

## 真菌
チール・ネルゼン染色は、Narrow spectrum fungal stainsのひとつである。Narrow spectrum fungal stains は選択性があり、真菌の鑑別と同定に役立つ。チール・ネルゼン染色の結果は、多くの真菌細胞壁が抗酸性でないため様々である。通常、チール・ネルゼン染色で染色される抗酸性真菌の一般的なものはヒストプラズマ属（HP）と呼ばれる。ヒストプラスマは土壌や鳥類やコウモリの糞便中に存在する。ヒトは真菌の胞子を吸入することでヒストプラズマ症になる。ヒストプラズマは体内に入り、肺に達し、そこで胞子が酵母に変化する。酵母は血流に乗り、リンパ節や体の他の部分に影響を及ぼす。通常、胞子を吸い込んでも症状は出ないが、症状が出る場合はインフルエンザ様である。この染色法の別法は、真菌学において、ベニタケ属のある種の真菌のクチクラ菌糸中の抗酸性付着物を区別して染色するために用いられる。遊離内胞子の中には小さな酵母と混同されるものもあるので、未知の真菌を同定するために染色が用いられる。クリプトスポリジウムやイソスポーラなどの一部の原虫の同定にも有用である。肺吸虫症の場合、卵と寄生虫（O&P）用の喀痰検体中の卵が染色によって溶けることがあるため、チール・ネルゼン染色は診断に支障をきたす可能性がある。

## 歴史
1882年にロベルト・コッホが結核の病原体を発見した。コッホの発見の直後、Paul Ehrlichはalum hematoxylin stainと呼ばれる結核菌の染色法を開発した。Franz Ziehlはその後、染色液にフェノールを使うことでEhrlichの染色法を改良した。Friedrich Neelsenは、Ziehlの染色液の選択は変えずに、主色素を石炭酸フクシンに変更した。ZiehlとNeelsenの改良により、チール・ネルゼン染色が開発された。もう一つの抗酸菌染色は、Joseph Kinyounがチール・ネルゼン染色を用いて開発したものであるが、この染色法から加熱工程を省略したものである。Kinyounの新しい染色法はキニヨン染色と名付けられた。

## 手順

チール・ネルゼン染色の基本手順

典型的なAFB染色では、懸濁液中の細胞をスライドに滴下した後、液体を風乾し、細胞を熱固定する。
| Application of | 試薬                               | 細胞の色 | 細胞の色 | 細胞の色 | 細胞の色 |
| Application of | 試薬                               | 抗酸性   | 非抗酸性 |          |          |
| 主色素         | 石炭酸フクシン                     | 赤       | 赤       |          |          |
| 脱色剤         | 酸性アルコール                     | 赤       | 無色     |          |          |
| 対比染色       | メチレンブルー・マラカイトグリーン | 赤       | 青       |          |          |

培養なしでのAFB染色は、陰性的中率が低いことが研究で示されている。AFB染色はAFB培養と組み合わせて行うべきである；この方が陰性的中率がはるかに高い。

## メカニズムの説明

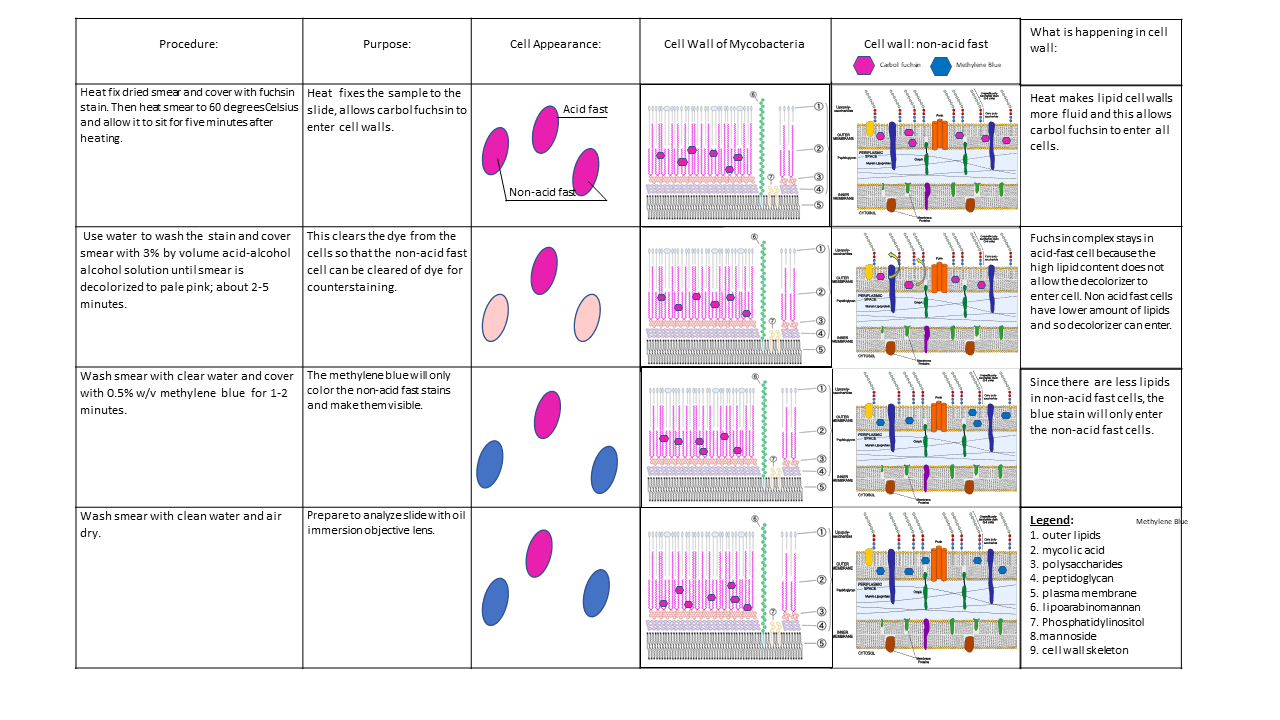
抗酸性細胞と非抗酸性細胞における抗酸菌染色のメカニズム

チール・ネルゼン染色のメカニズムは完全には解明されていないが、酸性色素と細菌の細胞壁との化学反応が関与していると考えられている。色素は酸性であるため、他の細胞や組織よりも細菌の細胞壁に強く結合する。その結果、抗酸菌のような細胞壁物質の密度が高い細胞のみを選択的に染色することができる。
チール・ネルゼン染色は2段階染色である。第1段階では、組織を塩基性フクシン溶液で染色し、すべての細胞をピンク色に染める。第2段階として、組織を酸性アルコール溶液でインキュベートする。この酸性アルコール溶液は、色を保持し赤色に見える抗酸性細胞を除く全ての細胞を脱色する。この色が生成されるメカニズムはよくわかっていないが、塩基性フクシンと細菌の細胞壁成分との相互作用によって、色の原因となる新しい分子が生成されると考えられている。

## 変法
- 放線菌綱、ノカルディア属：1%硫酸アルコール
- イソスポーラ、サイクロスポーラのオーシスト：0.5～1％の硫酸アルコール
- 細菌内胞子：0.25～0.5%硫酸アルコール
- Differential staining：氷酢酸使用、加熱せず、二次染色はLoeffler's methylene blue
- キニヨン染色（またはcold Ziehl–Neelsen technique）も利用できる
- フクシン染色液に含まれる毒性の強いフェノールの代わりに洗剤を使用するプロトコール[1]。